# Israel Ruong
Johan Israel Ruong, född 26 maj 1903 i Arjeplog, död 6 april 1986 i Uppsala domkyrkoförsamling, Uppsala, var en svensk-samisk språkforskare, politiker och professor i samiskt språk och kultur vid Uppsala universitet. Som en av Nordens främsta experter i ämnet bidrog han starkt till att utveckla sameforskningen och kämpade aktivt för samernas rättigheter.

## Biografi
Ruong växte upp i Harrok vid sjön Labbas. Han var son till den pitesamiske nybyggaren och kateketen Lars Nils Ruong (1879–1920) och dennes norskbördiga hustru, kateketen Sara Kristine Johansdatter (1865–1920), som bägge, tillsammans med två av sina andra barn, dog i spanska sjukan. Ruong, vars far hade rötter i Luokta-Mávas sameby, hade pitesamiska som modersmål. Uppväxten skildras utförligt i Harrok. Ett samiskt nybygge i Pite lappmark, vilken finns publicerad i Kultur på karrig jord. Festskrift til Asbjørn Nesheim.
Israel Ruong genomgick lärarutbildning i Luleå och arbetade som lärare vid nomadskolan i Jukkasjärvi. År 1943 disputerade han på avhandlingen Lappische Verbalableitung dargestellt auf Grundlage des Pitelappischen. Mellan 1947 och 1967 arbetade han som nomadskoleinspektör. Ruong arbetade med olika aspekter av det samiska språket, i synnerhet med morfologin.
Ruong var mellan 1949 och 1969 docent i samiska språk och etnologi vid Uppsala universitet och fick 1969 professors namn. Han var en av de som tog initiativ till Nordisk samisk institutt och arbetade för bildandet av en samisk institution vid Umeå universitet. Tillsammans med Knut Bergsland var han upphovsman till Bergsland-Ruong-ortografin från 1948. Med den nya ortografin gav Ruong ut läroboken och grammatiken Min sámegiella (1970).
Ruong var också samepolitiker och medgrundare 1950 av Svenska Samernas Riksförbund, vars ordförande han var mellan 1959 och 1967. Under åren mellan 1960 och 1973 var han redaktör för tidningen Samefolket.
År 1983 instiftades Israel Ruong-stipendiet av Nordisk samisk institutt. Det delas årligen ut till en forskare som arbetar med forskningsmässiga problemställningar inom en eller flera av de fält Israel Ruong verkade inom.